# Teoria lui Duverger

Efectul teoriei lui Duverger în Regatul Unit. Graficul arată cota de vot a fiecărui partid din 1832. În jurul anului 1920, un al treilea partid (partidul muncii, roșu) înlocuiește pe unul dintre cele două partide majore (Liberal, galben). După 1980, mai multe partide mici își consolidează poziții locale și reduc ponderea voturilor celor două partide majore.

Teoria lui Duverger sau legea lui Duverger este un principiu al științei politice formulat de Maurice Duverger, care afirmă că sistemele electorale influențează structura partidelor politice. Conform teoriei, alegerile prin vot pluralitar (engleză first-past-the-post; câștigă candidatul cu cele mai multe voturi într-o circumscripție) în circumscripții uninominale favorizează apariția unui sistem bipartid (două partide majore domină politica), în timp ce sistemele de reprezentare proporțională sau alegerile în două tururi tind să favorizeze multipartidismul (mai multe partide concurează și pot obține putere).

## Principiu de bază
Votul majoritar simplu, folosit în țări precum Statele Unite sau Marea Britanie, tinde să conducă la situații în care doar două partide majore controlează puterea deoarece alegătorii evită să voteze pentru partide mici, de teama de a „risipi” votul și de a ajuta indirect partidul majoritar advers.
În schimb, în țările cu reprezentare proporțională sau cu alegeri în două tururi, cum sunt Franța, Suedia, Noua Zeelandă sau Spania, există de regulă mai mult de două partide semnificative, iar cetățenii sunt încurajați să creeze, să se alăture și să voteze pentru partide noi dacă nu sunt mulțumiți de partidele existente.
Duverger a identificat două mecanisme principale prin care sistemul pluralitar reduce numărul de partide majore:
- Descurajarea partidelor mici prin dificultatea de a câștiga mandate sau reprezentare.
- Strategia alegătorilor moderați care preferă să voteze pentru candidatul cu cele mai mari șanse de a învinge candidatul radical, chiar dacă preferințele lor politice ar fi favorizat un partid mai mic, pentru a nu „risipi” votul. Această tendință conduce la polarizare, în care voturile se concentrează asupra celor două partide majore.[3]

De exemplu, într-o circumscripție cu 100.000 de alegători moderați și 80.000 de alegători radicali, dacă două partide moderate și un partid radical participă la alegeri, candidatul radical va câștiga, cu excepția cazului în care unul dintre candidații moderați obține sub 20.000 de voturi. Pentru a evita înfrângerea, alegătorii moderați gravitează spre unul dintre cele două partide puternice, ceea ce conduce la eliminarea treptată a unui partid minor.

## Țări
Partidele minoritare pot câștiga mandate concentrându-se pe circumscripții locale, chiar și în sisteme majoritare.
În Statele Unite ale Americii, două partide majore (Democrat și Republican) câștigă, în medie, 98% din toate toate locurile la nivel federal și de stat. Rareori, partidele minoritare au reușit să concureze eficient cu cele două partide majore, înlocuind ocazional unul dintre acestea în secolul XIX. Haosul politic anterior Războiului Civil american a permis Partidului Republican să înlocuiască Partidul Whig ca forță progresistă, atrăgând votanți nordici anti-sclavie, în timp ce Sudul s-a aliniat cu democrații pro-sclavie.
În Italia, legea lui Duverger s-a manifestat printr-o concentrare graduală a voturilor către două partide majore în 80% din circumscripții.
În Japonia, procesul lent de încercare și eroare a condus la scăderea numărului de partide majore.
În India, peste 25% dintre alegători votează pentru partide în afara celor două alianțe principale. Efectul legii este mai slab din cauza identităților multiple.
În Canada, sistemul descentralizat încurajează partidele mici să obțină mandate locale, ceea ce le permite să câștige reprezentanți în Camera Comunelor.

## Sisteme de vot alternative
Pe lângă sistemul majoritar simplu, diverse forme alternative de vot influențează structura partidelor politice și șansele partidelor mici. Votul prin clasificarea preferințelor (ranked-choice voting) permite alegătorilor să claseze candidații în ordine de preferință, în loc să exprime un singur vot. Această metodă sporește posibilitatea ca partidele minoritare să obțină reprezentare și este utilizată în țări cu politică multipartidă, precum Australia, Irlanda și Noua Zeelandă.
Reprezentarea proporțională, prin care mandatele legislative sunt alocate în funcție de procentul de voturi obținute de fiecare partid, slăbește dominația partidelor bipartite și crește șansele partidelor mai mici de a câștiga mandate. În acest sistem, succesul unui partid nu depinde de pluralitate într-o singură circumscripție, ci de sprijinul electoral la nivel național sau regional.
Sistemele cu două tururi favorizează în general apariția multipartidismului, întrucât permit reorganizarea candidaturilor între primul și al doilea tur, stimulând formarea de coaliții și acorduri politice. Totuși, acest efect este mai redus decât în cazul reprezentării proporționale.